# Berta Rodríguez

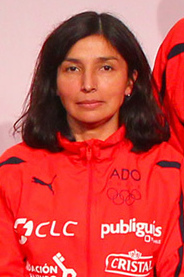

Berta Rodríguez (* 24. Juni 1971 in Santiago de Chile) ist eine chilenische Tischtennisspielerin. Sie nahm an vier Olympischen Spielen teil.

## Karriere
Berta Rodríguez qualifizierte sich für die Teilnahme an den Olympischen Sommerspielen 1996, 2000, 2004 und 2012. Dabei musste sie in der Regel deutliche Niederlagen hinnehmen. Lediglich 2000 gelang ihr ein Satzgewinn gegen die Litauerin Rūta Paškauskienė bei der 1:3-Niederlage. 2004 besiegte sie im Doppel mit Maria Paulina Vega die venezualinischen Gegnerinnen Fabiola Ramos/Luisana Pacrez. Weitere Satz- oder Spielgewinne bei Olympischen Spielen blieben ihr versagt.
2015 wurde Berta Rodríguez vom deutschen Bundesligaverein Leutzscher Füchse verpflichtet.